# Вовк Юліан Ярославович
Вовк Юліан Ярославович (30 грудня 1944, Монастириська — 20 жовтня 1996, Львів) — баяніст, композитор. Заслужений працівник культури УРСР (1983), заслужений діяч мистецтв України (1993).

## Життєпис
Втратив зір від вибуху гранати у 9-річному віці.
При львівському навчально-виробничому об'єднанні Українського товариства сліпих заснував та керував чоловічим інструментальним квартетом «Чотири Миколи» (1962), народним жіночим вокальним ансамблем «Струмочок» (1963–96).
- 1973 — закінчив Львівську консерваторію (кл. М. Корчинського).
- 1976–96 — художній керівник народної самодіяльної капели бандуристів «Карпати». Гастролював містами України, країн Балтії, Білорусі, Польщі, Болгарії, Чехії, Словаччини.